# Liste der Hochschulen in Namibia
Dies ist eine Liste der tertiären Bildungseinrichtungen in Namibia.
Eine Zulassung von Universitäten findet durch die Namibia Qualifications Authority statt. Universitäten und andere Bildungseinrichtungen müssen zudem vom namibischen Bildungsministerium zugelassen werden.

## Staatliche Einrichtungen
| Name | Campus                                  | Art              | Schwerpunkte | Studenten     | Etat (N$)                                                         |
| --- | --------------------------------------- | ---------------- | --- | ------------- | ----------------------------------------------------------------- |
| Universität von Namibia (University of Namibia) inkl. Namibia Business School                                                                             | siehe Campus                            | Universität      | siehe Fakultäten, seit April 2010 inklusive Windhoek College of Education, Caprivi College of Education, Rundu College of Education, Ongwediva College of Education | 25.267 (2016) | 1,45 Milliarden (2016) (davon 904,1 Millionen Staatssubventionen) |
| Namibische Universität für Wissenschaft und Technologie (Namibia University of Science and Technology) inkl. Harold Pupkewitz Graduate School of Business | Windhoek                                | Polytechnikum    | Ingenieurwesen, Betriebswirtschaft, Management, Informationstechnologie, Tourismus, Umwelt, Buchhaltung                                                             | 11.235 (2018) | 1,124 Milliarden (2018) (davon 821 Millionen Staatssubventionen)  |
| Namibian College of Open Learning | Windhoek, Ongwediva, Rundu, Otjiwarongo | u. a. Fernschule | Schulabschlüsse, Jugendarbeit, Bildung, Regionale Entwicklung | 12.044 (2017) | 80 Millionen (2010/11) (davon 64,4 Millionen Staatssubventionen)  |
| 4 Police Training Colleges | u. a. Ondangwa, Windhoek                | Polizeischulen   | Polizeiausbildung |               |                                                                   |
| Namibia Institute for Public Administration and Management                                                                                                | Windhoek                                | Fachhochschule   | Öffentliche Verwaltung | ±250 (2012)   | 54 Millionen (2013/14) (davon 44 Millionen Staatssubventionen)    |

## Private Einrichtungen
| Name                                                    | Campus                                                                                | Art                   | Schwerpunkte | Studenten     | Etat (N$) |
| ------------------------------------------------------- | ------------------------------------------------------------------------------------- | --------------------- | --- | ------------- | --------- |
| Bank Windhoek Theatre School                            | Windhoek                                                                              | College               | Schauspiel/Theater |               |           |
| College of the Arts                                     | Windhoek                                                                              | College               | Kunst |               |           |
| Graduate Institute of Creative Arts                     | Windhoek                                                                              | College               | Kunst |               |           |
| Grootfontein Agri College                               | Grootfontein                                                                          | College               | Landwirtschaft |               |           |
| Institute for Open Learning                             | Windhoek                                                                              | Fernhochschule        | Schulabschlüsse, Lehrerbildung, Management                                                                                        |               |           |
| International University of Management                  | Windhoek, Swakopmund, Walvis Bay, Ongwediva                                           | Universität           | Strategisches Management, Informationstechnologie, Tourismus, HIV/AIDS, KMU-Aufbau und -Management, Medizin                       | 19.100 (2024) |           |
| Limkokwing University of Creative Technology (Malaysia) | Okahandja                                                                             | Technische Hochschule | im Aufbau |               |           |
| Monitronic Success College                              | Windhoek                                                                              | Hochschul-College     | Betriebswirtschaftslehre, Rechnungswesen, Finanzen, Tourismus, Medienwissenschaft, Recht, Ingenieurwesen, Informationstechnologie | 2.500         |           |
| Namibia Accountancy College                             | Windhoek                                                                              | Hochschul-College     | Rechnungswesen |               |           |
| Namibia Evangelical Theological Seminary                | Windhoek                                                                              | Theologisches Seminar | Evangelisches Seminar |               |           |
| Namibia Institute of Mining and Technology              | Arandis                                                                               | Akademie              | Bergbau |               |           |
| St.Charles Lwanga Major Seminary                        | Windhoek                                                                              | Theologisches Seminar | Katholisches Seminar | 22            |           |
| United Lutheran Theological Seminary Paulinum           | Windhoek                                                                              | Theologisches Seminar | Evangelisches Seminar |               |           |
| Welwitchia University (2013 gegründet)                  | Windhoek, Katima Mulilo, Kombat, Nkurenkuru, Outapi, Swakopmund, Walvis Bay, Mururani | Hochschule            | v. a. Medizin |               |           |